# Johan De Muynck
Johan De Muynck (* 30. Mai 1948 in Sleidinge) ist ein ehemaliger belgischer Radrennfahrer.

## Sportliche Laufbahn
De Muynck, der als Amateur für die  belgische Nationalmannschaft u. a. die Tour de l’Avenir bestritt, wurde 1971 Profi.
1973 gewann er den Pfeil von Brabant und 1976 die Tour de Romandie. Im selben Jahr hatte er Chancen, den Giro d’Italia zu gewinnen, was an einem Konflikt mit seinem Landsmann Roger De Vlaeminck scheiterte. Er wurde Zweiter hinter dem Italiener Felice Gimondi mit 19 Sekunden Rückstand. Dieser Streit zwischen den beiden flämischen Radprofis wurde nie geschlichtet. Bei der Tour de Suisse 1977 belegte De Muynck Platz acht.
Im Jahr darauf gewann De Muynck den Giro d’Italia mit 59 Sekunden Vorsprung auf den Italiener Gianbattista Baronchelli, ohne eine einzige Etappe gewonnen zu haben. 1980 wurde er Siebter der Vuelta a España und Vierter der Tour de France, bei der er das Souvenir Henri Desgrange gewann. 1981 belegte er in der Gesamtwertung der Tour de France Rang sieben. Dass er bei den großen Landesrundfahrten selten Etappen für sich entschied, begründete De Muynck mit seiner defensiven Fahrweise, die er selbst „Catenaccio des Radsports“ nennt.
Insgesamt bestritt De Munynck  13 Grand Tours. Darüber hinaus entschied er mehrere Etappen bei kleineren Rundfahrten für sich. 1984 beendete er seine Karriere.
Bis einschließlich 2019 war De Muynck der letzte Belgier, dem es gelang, eine große Landesrundfahrt zu gewinnen.

## Ehrungen
2018 wurde Johan De Muynck zweiter Ehrenbürger seines Heimatortes Waarschoot, nach dem Fotografen Dirk Braeckman. 2019 wurde das Rennrad, mit dem er 1978 den Giro gewonnen hatte, für das Koers. Museum van de Wielersport in Roeselare angekauft.

## Erfolge
1973
- Pfeil von Brabant

1975
- eine Etappe Belgien-Rundfahrt

1976
- Gesamtwertung und drei Etappen Tour de Romandie
- eine Etappe Giro d’Italia

1977
- eine Etappe Katalonien-Rundfahrt

1978
- Gesamtwertung und eine Etappe Giro d’Italia
- eine Etappe GP Midi Libre

1981
- Subida a Arrate

## Grand-Tour-Platzierungen
| Grand Tour            | 1972 | 1973 | 1974 | 1975 | 1976 | 1977 | 1978 | 1979 | 1980 | 1981 | 1982 | 1982 |
| --------------------- | ---- | ---- | ---- | ---- | ---- | ---- | ---- | ---- | ---- | ---- | ---- | ---- |
| Vuelta a EspañaVuelta | –    | –    | –    | –    | –    | –    | –    | –    | 7    | –    | –    | –    |
| Giro d’ItaliaGiro     | –    | 33   | 36   | –    | 2    | DNF  | 1    | 19   | –    | –    | –    | –    |
| Tour de FranceTour    | DNF  | –    | –    | –    | –    | –    | –    | DNF  | 4    | 7    | 28   | DNF  |